# Nytjärnarna (Åre socken, Jämtland, 706599-133118)
Nytjärnarna är en sjö i Åre kommun i Jämtland och ingår i Indalsälvens huvudavrinningsområde.